# طلل
الطَّلَل هو الجزء من الفُصيص الجداري العلوي الموجود على السطح الأنسي من نصف الكرة المخية. يقع الطلل أمام الإسفين (الجزء العلوي من الفص القذالي). يُحَد الطلل من الأمام بالفرع الهامشي للثلم الحزامي، ومن الخلف بالثلم الجداري القذالي، ومن الأسفل بالثلم تحت الجداري. الطلل مسؤول عن الذاكرة العرضية والمعالجة البصرية المكانية والتفكير بالذات وجوانب من الوعي.
تَصعُب دراسة الطلل بسبب مكانه. من النادر أن يصاب الطلل بأذية معزولة سببها السكتات الدماغية أو جروح الطلقات النارية. وبسبب ذلك، فإن هذه المنطقة «من أقل مناطق سطح القشرة المخية التي رُسمت خريطتها». وصف كوربينيان برودمان المنطقة بأنها منطقة واحدة لكن يُعرف الآن أنها مكونة من ثلاثة أقسام.
سُميت المنطقة أيضُا الفُصيص المُربّعي لفوفيل تيمنًا بأخيل لويس فوفيل [الإنجليزية]. واسمها في اللاتينية "praecuneus"، بدأ استخدامه منذ 1868. أما الاسم الإنجليزي "precuneus" فهو مستخدم منذ 1879.

## الوظائف
تنشأ الصورة الذهنية للذات في الجزء الأمامي من الطلل، أما الأجزاء الخلفية منه فمسؤولة عن الذاكرة العرضية. وُجد ارتباط بين باحة أخرى والصور الذهنية البصرية المكانية.
يؤدي الطلل دورًا في أحاسيس الحكة المختلفة (توجد أنماط متنوعة للحكة) والمعالجة الدماغية لها «لا يمكننا [بعد] تحديد دور الطلل في الحكة، ولكنه ينشط بشكل فريد بوجود الحكة لا بالألم».

### الذات
وجد من خلال التصوير الوظيفي ارتباط بين الطلل والعمليات المتعلقة بالوعي الذاتي، مثل التفكير بالذات، ويتضمن ذلك تقييم سمات الشخصية الذاتية مقارنةً بسمات آخرين.

### الذاكرة
يشارك الطلل في عمليات الذاكرة، فينشط عندما ينظر الشخص إلى صور ويحاول الإجابة عن أسئلة تتعلق بالتفاصيل المكانية لهذه الصور اعتمادًا على الذاكرة. يشارك الطلل مع القشرة أمام الجبهي اليسرى في استدعاء الذكريات العرضية بما في ذلك أحداث سابقة متعلقة بالذات. ويشارك الطلل أيضًا في الذاكرة المصدر (التي يُستدعى من خلالها «مصدر» الأحداث من الذاكرة) مع القشرة أمام الجبهي اليسرى السفلية: يُفترض أن دور الطلل هنا توفير ارتباطات سياقية غنية للأحداث تستخدمها القشرة أمام الجبهي لانتقاء ذكريات الماضي الصحيحة. عند استدعاء الذكريات، يُفترض أن الطلل يبحث عن معلومات سياقية يمكن أن تساعد الحُصين. للطلل دور مختلف في الحكم على الأُلفة إذ يقرر ما إذا كانت معالجة الميزات الإدراكية ستقدم فائدة أكبر. وبهذه الطريقة يشارك الطلل في عمليات متنوعة مثل الانتباه والاستدعاء من الذاكرة العرضية ومن الذاكرة العاملة والإدراك الواعي.

### المعالجة البصرية المكانية
اقترح أن للطلل دور في توجيه الانتباه في المكان عندما ينفذ الفرد الحركات أو عندما يتخيلها أو يتهيأ لها. وله دور في الصور الذهنية للحركة ونقل الانتباه بين هدفين حركيين. ويشارك في التنسيق الحركي الذي يتطلب نقل الانتباه بين مواقع مكانية مختلفة. يؤدي الطلل مع القشرة أمام الحركية الظهرية العمليات الذهنية البصرية المكانية (مثلما يحدث في نمط مُعدل من لعبة أميداكوجي). وبينما تشارك الباحة أمام الحركية في العملية الذهنية للحركة، اقتُرح أن الطلل يساعد على رصد نجاح العملية من خلال التمثيل البصري الذهني الداخلي.
اقترح أيضًا أن دور الطلل في الصور الذهنية يمتد ليشمل فهم رؤى الآخرين. ينشط الطلل عندما ينظر الإنسان بعين الشخص الثالث (المراقب الخارجي) مقارنة بالشخص الأول. ينشط الطلل مع التلفيف الجبهي العلوي والقشرة الجبهية الحجاجية عندما يصدر الناس أحكامًا تتطلب تحديد ما إذا كانوا سيتصرفون بدافع التعاطف والغفران.

### المهمات التنفيذية
يعتقد أن للطلل دور في استجابة التثبيط.

### الوعي
اقترح أن الطلل «أساسي في المعالجة الواعية للمعلومات» وذلك بالتشارك مع القشرة الحزامية الخلفية. ويُستمد الدليل على هذا الدور من الاضطرابات التي تصيبه في الصرع وآفات الدماغ والحالة الإنباتية. وأيضًا، يكون استقلاب الغلوكوز الدماغي في أعلى مستوياته في هاتين المنطقتين في اليقظة ويكون أشد انخفاضًا من أي منطقة أخرى خلال التخدير. بالإضافة إلى ذلك، فإن الطلل من أكثر المناطق الدماغية توقفًا عن العمل في مرحلتي نوم الموجة البطيئة ونوم حركة العين السريعة.
يكون الطلل بالترافق مع القشرة أمام الجبهي أكثر نشاطًا عند تعلم كلمات تُعرض سريعًا وبزمن يسمح بدخولها إلى الوعي (محفز شعوري أو فوق عتبة الوعي)، وأقل نشاطًا عند تعلم كلمات تعرض سريعًا جدًا وبزمن لا يسمح بدخولها إلى الوعي (محفز لا شعوري).